# 亜未巻土
亜未 巻土（あみ まきと、1984年3月10日 - ）は、日本の俳優。東京都出身。身長は172cm、体重は61kg、血液型はB型。コンプリート☆キッズ所属。

## 人物
- 東京都出身の俳優。
- 好きな言葉は、努力、感謝、感動、愛。
- 尊敬する人は、親兄弟、佳本周也。

## 出演

### 映画
- 喧嘩上等　天下高校（2009年公開） -山田 真吾 役（主演）
- ストイックガール 完全版（2009年10月公開）
- B-ON（2010年2月公開） - 桜場 煉役（主演）
- B-ON 美女木兄弟戦争篇（2010年4月公開） - 桜場 煉役（主演）
- B-ON 不良全滅篇（2010年11月公開） - 桜場 煉役（主演）
- ブラックスクール 裏黒（2011年7月公開）
- ブラックスクール 黒白（2011年7月公開）
- ブラックスクール 白光（2011年9月公開）
- デスヤンキー 高校生篇（2011年11月公開）
- デスヤンキー 死闘篇（2011年11月公開）
- TO-BE（2011年12月公開）
- B-ON 蘭城高校危機一髪篇（2012年2月公開） - 桜場 煉役（主演）
- G-ON（2012年3月公開）
- ワーストギア（2012年4月公開）
- 少年ギャング（2012年6月公開）-主演
- ワルガール（2012年6月公開）
- B-ON 死闘篇（2012年7月公開） - 桜場 煉役（主演）
- B-ON 決闘篇（2012年7月公開） - 桜場 煉役（主演）
- ダブルX（2012年8月公開）
- B-ON.R 奴が帰ってきた篇（2012年11月公開）
- ヤンキーロード（2013年2月公開） -主演
- ローリングQ（2013年2月公開）

- 太田胃酸
- ハンゲーム「FIGHTERS CLUB」（2012年）